# Journal of Chemical & Engineering Data
Journal of Chemical & Engineering Data (принятая аббревиатура JCED) — рецензируемый научный журнал, издаваемый американским химическим обществом с 1956 года. Индексируется в: Chemical Abstracts Service (CAS), Scopus, EBSCOhost, ProQuest, PubMed, Ovid, Web of Science.
Главный редактор Джоан Ф. Бреннеке.